# Médaille d'Afrique du Nord
La médaille d’Afrique du nord est une décoration militaire et civile française.
Elle a été créée par Jacques Chirac, président de la République et mise en place par le décret n° 97-424 du 29 avril 1997. Elle était décernée à tous les militaires et à tous les civils ayant participé aux opérations d'Afrique du Nord et s'étant vu attribuer le titre de reconnaissance de la Nation, jusqu'à son remplacement en 2002.

## Critères d'attribution
Le titre de reconnaissance de la Nation a été créé par l'article 77 de la loi no 67-1114 du 21 décembre 1967 portant loi de finances pour 1968 afin de récompenser les militaires ayant pris part, pendant 90 jours aux opérations en Afrique du Nord entre 1952 et 1962 (plus tard, les conditions d'attribution du titre de reconnaissance de la Nation ont été étendues à d'autres périodes).
Cette médaille, qui n'est plus attribuée depuis 2002, a été remplacée par la médaille de reconnaissance de la Nation avec agrafe "Afrique du Nord".

## Décorations
- Médaille : ronde de 34 mm, en bronze doré, avec à l'avers la croix du sud entouré par la mention « RÉPUBLIQUE FRANÇAISE ». Au revers, un bouquet de feuilles de chêne, surmonté de l'inscription « MÉDAILLE D’AFRIQUE DU NORD ».
- Ruban: sable comprenant des chevrons bleu indigo de 3 mm de largeur. La barrette comprend trois chevrons de largeur 2 mm.

## Particularité
Dans l'article 3 de l'arrêté d'attribution, il est précisé : « Nul ne pourra porter cette décoration s’il a été condamné pour crime ou à une peine de prison sans sursis égale ou supérieure à un an. »

## Avantages
Le titre de reconnaissance de la Nation qui permet d'attribuer la médaille de reconnaissance de la Nation offre certains avantages aux titulaires, tels que :
- possibilité de constitution d'une retraite mutualiste du combattant majorée et revalorisée par l’État et affectée d'avantages fiscaux (loi de finance du 29 décembre 1971) ;
- lors du décès, possibilité de recouvrir le cercueil du drapeau tricolore.